# رامون أبيلا
رامون داريو أبيلا (بالإسبانية: Ramón Darío Ábila)‏ (مواليد 14 أكتوبر 1989) المعروف من قبل وسائل الإعلام الأرجنتينية باسم «وانشوب». هو لاعب كرة قدم أرجنتيني يلعب في مركز الهجوم مع نادي بوكا جونيورز الأرجنتيني.

## مسيرته الكروية
في 22 يونيو 2016، وقع أبيلا مع نادي كروزيرو بموجب عقد مدته أربع سنوات مقابل 4 ملايين دولار أمريكي.

## وصلات خارجية
- رامون أبيلا على BDFA (بالإسبانية)
- رامون أبيلا على موقع الدوري الأمريكي (الإنجليزية)
- رامون أبيلا على موقع قاعدة بيانات كرة القدم.إي يو (الإنجليزية)
- رامون أبيلا على موقع Soccerway.com (الإنجليزية)
- رامون أبيلا على موقع عالم كرة القدم.نت (الإنجليزية)
- رامون أبيلا على موقع AS.com (الإسبانية)